# 2020年塞舌爾大選
2020年塞舌爾大選於2020年10月22至24日舉行，旨在選出新一任塞舌爾總統和議會。

## 選舉制度
該次選舉將採用兩輪選舉制。如果沒有候選人在第一輪投票中獲得多數票，則在前兩名候選人之間進行第二輪投票。

## 候選人
現任總統丹尼·福爾正競逐連任。
塞反对党领袖、塞舌尔民主联盟候选人韦维尔·拉姆卡拉旺自1998年起长期担任塞主要反对党领导人。本次选举是拉姆卡拉旺第六次参加塞舌尔总统竞选，此前五次参选均以失败告终。

## 選舉結果
塞舌尔选举委员会主席丹尼·卢卡斯25日通过电视讲话公布总统选举结果，塞反对党领袖、塞舌尔民主联盟候选人韦维尔·拉姆卡拉旺获得总选票的54.9%，在选举中胜出。